# گو بون-گیل
گو بون-گیل (انگلیسی: Gu Bon-gil؛ زادهٔ ۲۷ آوریل ۱۹۸۹) شمشیرباز اهل کره جنوبی است.
وی در مسابقات کشوری و بین‌المللی در مجموع برندهٔ ۱۶ مدال طلا، ۹ مدال نقره، ۳ مدال برنز شده‌است.